# Азнабаев, Булат Ахмерович
Азнабаев Булат Ахмерович (род. 7 марта 1966) — российский историк. С 1992 года преподаватель Башкирского государственного университета, в то же время с 2008 года являлся заведующим кафедрой истории, государственной и правовой истории Нефтекамского филиала БГУ. Доктор исторических наук (2007).

## Биография
Булат Ахмерович Азнабаев родился 7 марта 1966 года в Уфе. Отец Ахмер Азнабаев — языковед, педагог-методист, партийный и высший школьный деятель.
В 1988 году окончил исторический факультет Башкирского государственного университета и с 1992 года работает в этом вузе, одновременно с 2008 года заведует кафедрой истории, государственной и правовой истории в филиале университетов в городе Нефтекамске.

## Научная деятельность

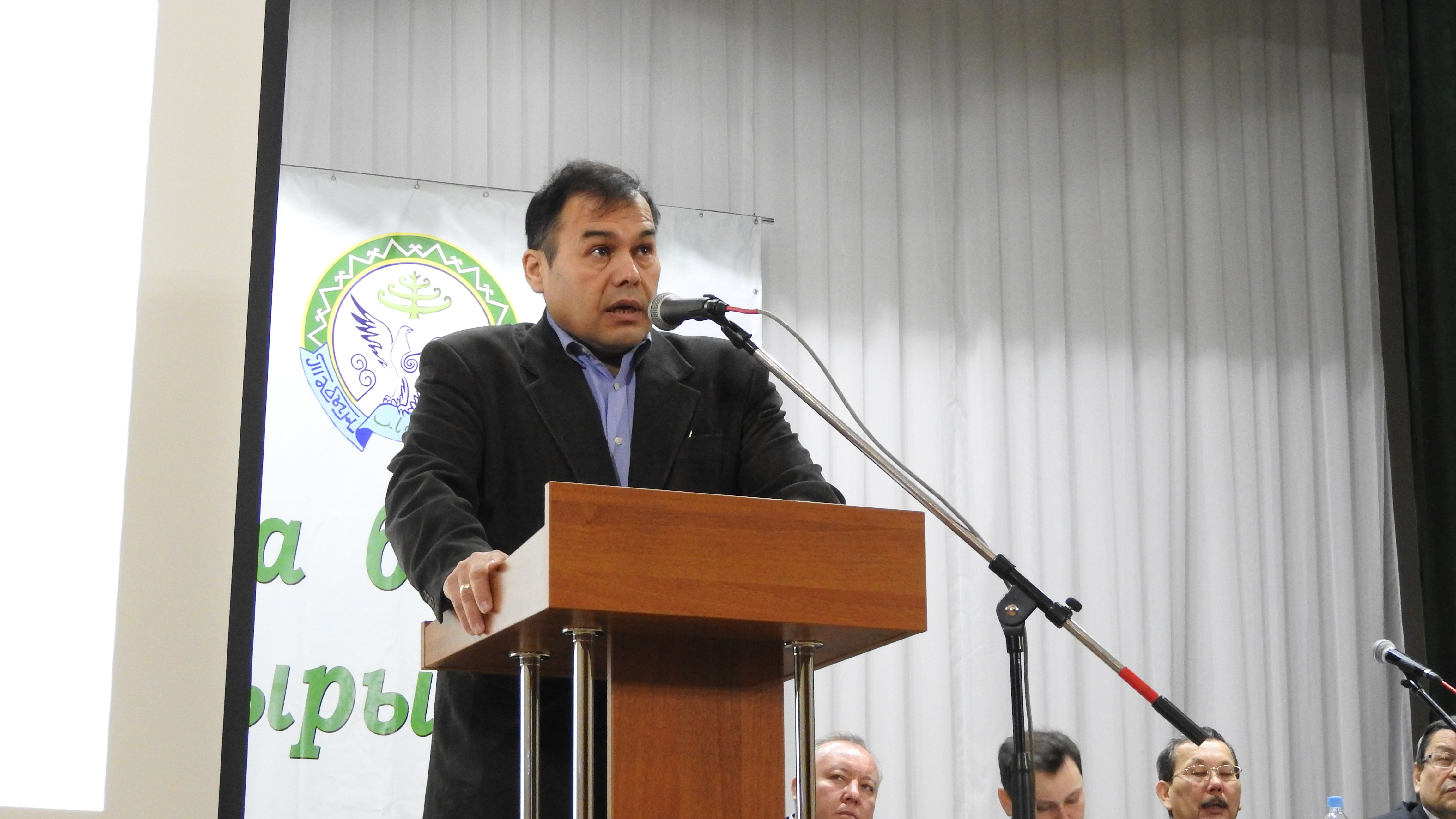

Научные исследования Булата Азнабаева посвящены проблемам формирования этнического состава и социальной структуры населения Уфимского уезда, присоединения к составу Русского государства кочевых и полукочевых народов, теоретическими и методологическим вопросам источниковедения. Автор около 100 научных работ.